# Världsmästerskapen i bågskytte 1983
Världsmästerskapen i bågskytte 1983 arrangerades i Los Angeles i USA den 19-22 oktober 1983.

## Medaljsummering

### Recurve
| Event                          | Guld                   | Silver              | Brons                     |
| Herrarnas individuella tävling | Richard McKinney (USA) | Darrell Pace (USA)  | Marnix Vervinck (BEL)     |
| Damernas individuella tävling  | Kim Jin-Ho (KOR)       | Jung Jea-Bong (KOR) | Liselotte Andersson (SWE) |
| Herrarnas lag                  | USA                    | Sydkorea            | Belgien                   |
| Damernas lag                   | Sydkorea               | Västtyskland        | USA                       |

### Medaljtabell
| Pl. | Nation       | Guld | Silver | Brons | Totalt |
| --- | ------------ | ---- | ------ | ----- | ------ |
| 1   | Sydkorea     | 2    | 2      | -     | 4      |
| 2   | USA          | 2    | 1      | 1     | 4      |
| 3   | Västtyskland | -    | 1      | -     | 1      |
| 4   | Belgien      | -    | -      | 2     | 2      |
| 5   | Sverige      | -    | -      | 1     | 1      |